# Melwas
Melwas var i den brittiska, keltiska mytologin kung av "Sommarlandet", förmodligen dagens Somerset.
Melwas är mest omtalad som den som bortrövade kung Arturs hustru Guenever men omnämns även av Malory tillsammans med sir Meliagaunt.